# Нийтвялья (остановочный пункт)
Ни́йтвялья (эст. Niitvälja raudteepeatus) — железнодорожная остановка в деревне Нийтвялья. Находится в 31,1 км от Балтийского вокзала. На остановке расположены перрон и один железнодорожный путь. На остановке останавливаются поезда с Балтийского вокзала до Палдиски и Клоогаранна. Из Таллина в Нийтвялья поезд идёт 40 минут.